# Kenneth Henry
Kenneth Charles Henry, detto Ken (Chicago, 7 gennaio 1929 – Lake Bluff, 1º marzo 2009), è stato un pattinatore di velocità su ghiaccio statunitense.
Ha partecipato a tre edizioni dei giochi olimpici invernali (1948, 1952 e 1956) conquistando una medaglia nell'edizione 1952 svoltasi a Oslo.

## Palmarès
Olimpiadi
- 1 medaglia:
  - 1 oro (500 metri a Oslo 1952).